# The World According to Jeff Goldblum
The World According to Jeff Goldblum ist eine amerikanische Dokumentarfilm-Streaming-Fernsehserie aus dem Jahr 2019, die von Jeff Goldblum präsentiert wird. Mit Stand Anfang 2022 sind zwei Staffeln mit insgesamt 22 Folgen produziert. Sie wurde ab dem 12. November 2019 auf Disney+ in 4K HDR gestreamt und am 26. Mai 2023 aus diesem Angebot entfernt.

## Inhalt
Die Serie folgt Jeff auf seiner „Erkundung der Welt“. Dabei widmet er sich Themen wie Videospiele, Eiscreme und Turnschuhe, indem er sich mit Experten austauscht, die über umfassendes Wissen und Erfahrung in den jeweiligen Bereichen verfügen. So verleiht er den porträtierten, oft alltäglichen Themen eine frische Perspektive.

## Produktion
Die Serie wurde im Rahmen der Präsentation von National Geographic während des Investorentreffens von Disney am 11. April 2019 für Disney+ angekündigt und am 23. August 2019 der Öffentlichkeit vorgestellt.

### Dreharbeiten
Die Produktion begann im April 2019. Während der Dreharbeiten recherchierte Jeff Goldblum so wenig wie möglich zu den Themen, die in der Show präsentiert wurden. Er erforscht eine breite Palette von Produkten, darunter Turnschuhe, Eis, Tätowierungen und Fahrräder. Dreharbeiten für die zweite Staffel begannen Anfang 2020 und wurden aufgrund von Coronavirus-Einschränkungen zeitweise eingestellt. Das Thema der ersten Folge sollte ursprünglich Feuerwerk sein.

## Episodenliste

### Staffel 1
| Nr. (ges.) | Nr. (St.) | Deutscher Titel | Originaltitel | Erstausstrahlung USA | Deutschsprachige Erstausstrahlung (D) |
| ---------- | --------- | --------------- | ------------- | -------------------- | ------------------------------------- |
| 1          | 1         | Sneaker         | Sneakers      | 12. Nov. 2019        | 24. März 2020                         |
| 2          | 2         | Eiscreme        | Ice Cream     | 15. Nov. 2019        | 27. März 2020                         |
| 3          | 3         | Tattoos         | Tattoos       | 22. Nov. 2019        | 3. Apr. 2020                          |
| 4          | 4         | Denim           | Denim         | 29. Nov. 2019        | 10. Apr. 2020                         |
| 5          | 5         | BBQ             | BBQ           | 6. Dez. 2019         | 17. Apr. 2020                         |
| 6          | 6         | Gaming          | Gaming        | 13. Dez. 2019        | 24. Apr. 2020                         |
| 7          | 7         | Fahrräder       | Bikes         | 20. Dez. 2019        | 1. Mai 2020                           |
| 8          | 8         | Wohnmobile      | RVs           | 27. Dez. 2019        | 8. Mai 2020                           |
| 9          | 9         | Kaffee          | Coffee        | 3. Jan. 2020         | 15. Mai 2020                          |
| 10         | 10        | Kosmetik        | Cosmetics     | 10. Jan. 2020        | 22. Mai 2020                          |
| 11         | 11        | Pools           | Pools         | 17. Jan. 2020        | 29. Mai 2020                          |
| 12         | 12        | Schmuck         | Jewelry       | 24. Jan. 2020        | 5. Juni 2020                          |

### Staffel 2
| Nr. (ges.) | Nr. (St.) | Deutscher Titel | Originaltitel | Erstausstrahlung USA | Deutschsprachige Erstausstrahlung (D) |
| ---------- | --------- | --------------- | ------------- | -------------------- | ------------------------------------- |
| 13         | 1         | Hunde           | Dogs          | 12. Nov. 2021        | 12. Nov. 2021                         |
| 14         | 2         | Tanz            | Dance         | 12. Nov. 2021        | 12. Nov. 2021                         |
| 15         | 3         | Magie           | Magic         | 12. Nov. 2021        | 12. Nov. 2021                         |
| 16         | 4         | Feuerwerk       | Fireworks     | 12. Nov. 2021        | 12. Nov. 2021                         |
| 17         | 5         | Monster         | Monsters      | 12. Nov. 2021        | 12. Nov. 2021                         |
| 18         | 6         | Miniaturen      | Tiny Things   | 19. Jan. 2022        | 19. Jan. 2022                         |
| 19         | 7         | Rätsel          | Puzzles       | 19. Jan. 2022        | 19. Jan. 2022                         |
| 20         | 8         | Motorräder      | Motorcycles   | 19. Jan. 2022        | 19. Jan. 2022                         |
| 21         | 9         | Geburtstage     | Birthdays     | 19. Jan. 2022        | 19. Jan. 2022                         |
| 22         | 10        | Gärten          | Backyards     | 19. Jan. 2022        | 19. Jan. 2022                         |